# گورستان پوونسکوفسکی

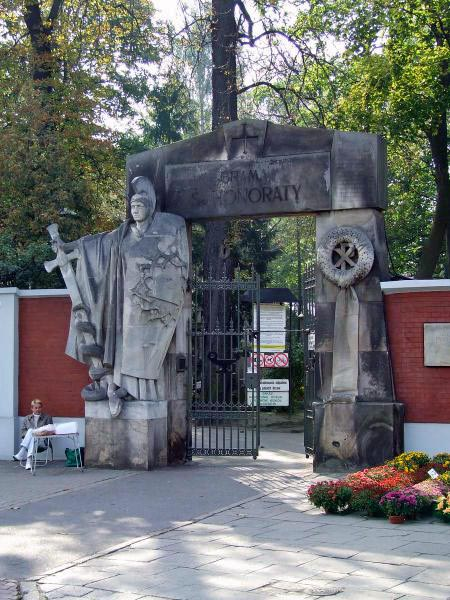

گورستان پوونسکوفسکی (به لهستانی: Cmentarz Powązkowski) در ورشوی لهستان جای مهمی است. مشاهیر تاریخ لهستان دراینجا خفته‌اند. کریشتوف کیشلوفسکی سینماگر شهیر و لودویک زامنهوف مبدع زبان اسپرانتو از این گروهند. مبارزان ضد نازیسم هم در اینجا خفته‌اند.